# Rafael Pacheco (Kameramann)
Rafael Pacheco de Usa (* 31. August 1921 in Madrid) ist ein spanischer Kameramann.
Pacheco arbeitete nach seiner Schulausbildung zunächst zehn Jahre lang im Fotostudio seines Vaters; ein erster Kontakt zum Film erfolgte 1941. Zwei Jahre später wurde er als Standfotograf für Misterio en la marisma verpflichtet und entwickelte sich nach fast zwanzig Jahren in diesem Metier und als zweiter Kameramann  zu einem gefragten Chef-Kameramann für fast 40 spanische und internationale, in Spanien gedrehte, Produktionen.

## Filmografie (Auswahl)
- 1962: Zorro – das Geheimnis von Alamos (La venganza del Zorro)
- 1962: Zorro, der schwarze Rächer (Cabalgando hacia la muerte)
- 1963: Abrechnung in Veracruz (El sabor de la venganza)
- 1963: Die drei Unerbittlichen (Tres hombres buenos)
- 1964: Die letzte Kugel traf den Besten (Aventuras del Oeste)
- 1964: Die 7 aus Texas (Antes llega la muerte)
- 1965: 100.000 Dollar für einen Colt (La muerte cumple condena)
- 1966: Mike Murphy 077 gegen Ypotron (Agente Logan Missione Ypotron)
- 1966: Tampeko – Ein Dollar hat zwei Seiten (Per pochi dollari ancora)
- 1967: Von Angesicht zu Angesicht (Faccia a faccia)
- 1968: Four rode out
- 1972: Hai sbagliato… dovevi uccidermi subito!
- 1973: Alle für einen – Prügel für alle (Tutti per uno… botte per tutti)